# Isla El Chile
Isla El Chile är en ö i Mexiko. Den ligger i delstaten Tamaulipas, i den nordöstra delen av landet. Arean är 0,26 kvadratkilometer.